# Magic Mango Music
Magic Mango Music (kurz MAMAMU) ist ein 2011 von Stephan Ebn, Christian Georg und Thomas Huffschmid gegründetes Independent-Label mit Hauptsitz und Tonstudio in Zandt bei Denkendorf sowie Zweigstellen in Düsseldorf und Abensberg. Unter anderem wurde hier der Soundtrack für den Film Trans Bavaria produziert.

## Interpreten
- 24indigo
- Blue Connection
- Captain’s Bog
- Charly Böck
- Chris Boettcher
- Cevil
- Club légère
- Colour Rain
- Donikkl
- Stephan Ebn Band
- Extrig
- The Excess
- Fartmachines
- Nick Flade
- Eddy Gabler
- The Gauwailers
- Göltnschmierer
- Goto C Maja
- Grooving Pictures
- Sarah Hakenberg
- Nils Heinrich
- Human Joy
- Jammin July
- Klangpatrouille
- Claudius Konrad
- Kräuterkur
- Leroy Schlimm
- Ludwig Two
- Michael Mathis
- Men under Cover
- Midnight Story Orchestra
- NapoliLatina
- Octopus Musicus
- Pangäa
- Radio Europa
- Radio Haze
- Maria Reiser (verh. Maria Reiser-Ebn)
- Rodscha aus Kambodscha und Tom Palme
- Markus Rottler
- Souled Out
- Spacebolz
- Holger Stiller
- The Voice Connection
- Vokale Küche
- Vox Orange
- Christoph Zirngibl
- Martin Zobel
- Dave Zwieback[2]
- Tassilo Männer[3]